# Photinaidae
Photinaidae – rodzina modliszek z podrzędu Eumantodea i nadrodziny Acanthopoidea.

## Morfologia
Modliszki o ciele długości od 21 do 110 mm; różnorodnie ubarwione, najczęściej jednak z dominującą zielenią, rzadziej żółtawym brązem, często z ciemniejszym, kontrastującym wzorem.
Tułów ma dobrze zaznaczone rozszerzenia nadbiodrowe. Na spodzie zatułowia brak jest narządu tympanalnego (ucha cyklopowego). Skrzydła przedniej pary (tegminy) u samic są nieprzejrzyste, zwykle zielone, rzadziej żółtawobrązowe, u samców natomiast delikatniej zbudowane, zwykle bezbarwne, przezroczyste i irydyzujące. W ich użyłkowaniu zaznaczają się wydłużone pterostygmy. Z wyjątkiem rodzaju Macromantis tylne skrzydła samic są przynajmniej częściowo ubarwione żółto, zielono, pomarańczowo, czerwono czy ciemnobrązowo. U samców tylne skrzydła są bezbarwne i w całości przezroczyste. Chwytne odnóże przedniej pary ma udo zaopatrzone w płaty wierzchołkowe z krótkimi kolcami oraz w trzy lub cztery kolce dyskoidalne, przy czym gdy kolce te są cztery to pierwszy nie jest dłuższy od drugiego. Kolców tylno-brzusznych na tymże udzie jest zwykle pięć lub sześć (pięć w pierwotnym planie budowy), rzadko cztery, siedem lub osiem. Spośród płatów wierzchołkowych uda przedniego grzbietowy jest trochę wydłużony. Biodro odnóża chwytnego jest lekko wydłużone, a jego goleń jest wyprostowana, o liczbie kolców tylno-bocznych zbliżonej do liczby kolców przednio-bocznych lub od niej większej. Odnóża pary środkowej i tylnej są kroczne i pozbawione kolców.
Odwłok cechuje się trójkątnego kształtu płytką nadodbytową. Przysadki odwłokowe są krótsze niż połowa długości odwłoka. Genitalia samca charakteryzują się w pełni zesklerotyzowanymi fallomerami i oddzielonymi wyrostkami zespołu lewej strony. Fallomer brzuszny cechuje się gładką, pozbawioną wyrostków krawędzią odsiebną, płatem nasadowym umieszczonym po stronie prawej, pierwotnym wyrostkiem dystalnym zredukowanym i przesuniętym na stronę lewą oraz wykształconym wtórnym wyrostkiem dystalnym. Wyrostek boczno-dosiebnej krawędzi tego fallomeru wyciągnięty jest wzdłuż jego prawej krawędzi i może przybierać różną długość i kształt. Apofiza falloidalna wyposażona jest w płat przedni. Lewy fallomer odznacza się blaszką grzbietową pozbawioną zaokrąglonego płata.

## Ekologia i występowanie
Wszystkie gatunki zamieszkują krainę neotropikalną. Macromantis osiąga na północy Nikaraguę w Ameryce Środkowej, natomiast zasięg pozostałych rodzajów ograniczony jest do terenu Ameryki Południowej.
Owady te zasiedlają przede wszystkim wilgotne lasy równikowe Amazonii, ale występują też w formacjach o wykształconej porze suchej i mokrej, takich jak llanos orientales na północy oraz caatinga i cerrado na południu. Bytują wśród rozmaitej roślinności; jedynie rodzaje Paraphotina i Orthoderella wykazują specjalizację do przebywania na gałęziach.

## Taksonomia
Takson ten wprowadzony został w 1915 roku przez Ermanna Giglio-Tosa jako podrodzina Photininae w obrębie modliszkowatych, obejmująca plemiona Coptopteriges, Photinae, Orthoderellae i Irides. W systemie Antona Handlirscha z 1930 roku plemiona te sklasyfikowane zostały w podrodzinie Mantinae. Max Beier w systemie z 1964 roku wyróżnił w obrębie modliszkowatych podrodzinę Photininae z plemionami Photinini i Coptopterygini i tak samo uczynili w swoim systemie z 2002 roku Reinhard Ehrmann i Roger Roy. W bazującym na wynikach molekularnej analizy filogenetycznej systemie Julia Riviery i Gavina J. Svensona z 2016 roku plemiona te wyniesiono do rangi osobnych rodzin, Coptopterygidae i Photinaidae. Tę drugą podzielono na cztery podrodziny, a jedną z nich na trzy plemiona. W uwzględniającym także dane morfologiczne systemie Christiana J. Schwarza i Roya z 2019 roku podział ten został zachowany z wyjątkiem obniżenia jednemu z plemion rangi do podplemienia.
Systematyka rodziny przedstawia się następująco:
- Macromantinae Brunner de Wattenwyl, 1893
  - Macromantis Saussure, 1871
- Photiomantinae Rivera et Svenson, 2016
  - Photiomantis Piza, 1968
- Cardiopterinae Rehn, 1911
  - Cardioptera Burmeister, 1838
- Photinainae Giglio-Tos, 1915
  - Microphotinaini Rivera et Svenson, 2016
    - Microphotina Beier, 1935
    - Chromatophotina Rivera, 2010

  - Photinaini Giglio-Tos, 1915
    - Photinaina Giglio-Tos, 1915
      - Photina Burmeister, 1838
      - Metriomantis Saussure et Zehntner, 1894
      - Hicetia Saussure et Zehntner, 1894
      - Photinella Giglio-Tos, 1915

    - Orthoderellina Giglio-Tos, 1919
      - Orthoderella Giglio-Tos, 1897
      - Paraphotina Giglio-Tos, 1915

Według wyników analiz Riviery i Svensona z 2016 roku oraz Schwarza i Roya z 2019 roku Photinaidae zajmują pozycję siostrzaną dla Acanthopidae, tworząc z nimi klad siostrzany dla Liturgusidae. Te trzy rodziny tworzą z kolei klad z Coptopterygidae cechujący się synapomorfią w postaci obecności w pierwotnym planie budowy odnóża chwytnego pięciu kolców tylno-brzusznych na udzie.